# Arabiska chattalfabetet
Det arabiska chattalfabetet används för att kommunicera på arabiska över Internet, eller genom att sända meddelanden via mobiltelefoner då det arabiska alfabetet är otillgängligt på grund av tekniska begränsningar. Vanligtvis skrivs det arabiska alfabetet om till det latinska alfabetet. Användare av detta speciella alfabet har hittat på lösningar för att transkribera några av de bokstäver som saknar motsvarighet i det latinska alfabetet. Det brukar skrivas från vänster till höger i motsats till arabiska alfabetet, eftersom datorer och mobiler inte haft stöd för direkt inmatning från höger till vänster.

## Historia
Under de senaste decennierna, speciellt under 1990-talet, har västvärldens textkommunikationsteknologier utvecklats och spridit sig i Arabvärlden, bland annat genom datorer, Internet, e-post, internetforum, IRC, snabbmeddelanden som MSN Messenger och SMS på mobiltelefoner. De flesta av dessa teknologier var från början endast skapade för att klara av det latinska alfabetet, och några av dessa har fortfarande inte det arabiska alfabetet som en möjlighet. Som svar på detta fick de arabisktalande personerna skriva om sina bokstäver till latinska. För att ersätta vissa arabiska bokstäver som inte hade någon direkt fonetisk motsvarighet i det latinska alfabetet, fick man istället sätta in siffror och andra bokstäver. Till exempel används den latinska siffran "3" för att representera den arabiska bokstaven "ع" ("ayn").
Det finns inget korrekt namn för denna typ av skrift eftersom det är relativt nytt och endast används i informella sammanhang. Några personer kallar det för arabiska chattalfabetet, eftersom det främst används för internetbaserade samtalstjänster; huvudnamnet är "Aralish" eller "Arabish" (där "Ara"/"Arab" står för de första bokstäverna i "Arabiska" och "Lish"/"ish" står för de sista bokstäverna i "English" (engelska)). Den mest använda termen för denna transkribering i modern standardarabiska är "عربية الدردشة", bokstavligt "chattarabiska". Några kallar det Franco-arabiska. 

## Användning
Internetkommunikation, som IRC, internetforum, bloggar och liknande, är ofta drivna på system eller över protokoll som inte klarar av kodsystem, eller alternativa skriftspråk. Detta system används även på vissa internetdomäner, som Qal3ah, ett arabiskt internetforum.
Alfabetet används främst av arabiska ungdomar i informella sammanhang, till exempel vid kommunikation med andra ungdomar eller vänner via Internet. Alfabetet används aldrig i formella sammanhang, och sällan, om någonsin, för särskilt långvarig kommunikation.
Även om det arabiska språket är välintregrerat med Windows XP och Mac OS används det fortfarande på arabiska forum och snabbmeddelandeprogram som Windows Live Messenger och Yahoo! Messenger eftersom de inte alltid har tillgång till arabiskt tangentbord. Det används också av de som inte behärskar det arabiska tangentbordet, eftersom det är mer komplicerat än till exempel det svenska.

## Jämförelsetabell
Eftersom det är så informellt finns det inget direkt rätt eller fel vid skriften. Till exempel kan siffran 6 betyda två olika saker.
Flera av bokstäverna i systemet hittar sin motsvarighet i det latinska alfabetet via hur den uttalas (till exempel, ﻙ, motsvarar k). Detta kan dock variera eftersom det regionala varianterna och dialekterna kan skilja sig något (till exempel ﺝ kan transkriberas till j i gulfdialekten, eller som g i den egyptiska dialekten).
De bokstäver som inte har någon nära fonetisk motsvarighet i det latinska alfabetet ersätts ofta av en siffra eller annat tecken. Siffrorna eller tecknen har valts efter hur originalbokstaven ser ut, till exempel har den arabiska bokstaven ع sin motsvarighet i det latinska alfabetet som en 3:a, eftersom den ser i princip likadan ut.
Många av de arabiska bokstäverna har prickar över eller under sig, detta ersätts med till exempel ett kommatecken, eller apostrof före eller efter (till exempel 3' används för att representera غ).
| isolerat | initialt            | medialt             | finalt              | Chattalfabet | IPA                        |
| -------- | ------------------- | ------------------- | ------------------- | ------------ | -------------------------- |
| ﺀ        | أ ؤ إ ئ ٵ ٶ ٸ, etc. | أ ؤ إ ئ ٵ ٶ ٸ, etc. | أ ؤ إ ئ ٵ ٶ ٸ, etc. | 2            | [ʔ]                        |
| ﺍ        | —                   | —                   | ﺎ                   | a/i/u        | olika, bland annat [aː]    |
| ﺏ        | ﺑ                   | ﺒ                   | ﺐ                   | b            | [b]                        |
| ﺕ        | ﺗ                   | ﺘ                   | ﺖ                   | t            | [t]                        |
| ﺙ        | ﺛ                   | ﺜ                   | ﺚ                   | th           | [θ]                        |
| ﺝ        | ﺟ                   | ﺠ                   | ﺞ                   | g / j        | [ʤ] / [ɡ]                  |
| ﺡ        | ﺣ                   | ﺤ                   | ﺢ                   | 7            | [ħ]                        |
| ﺥ        | ﺧ                   | ﺨ                   | ﺦ                   | 5 / 7' / kh  | [x]                        |
| ﺩ        | —                   | —                   | ﺪ                   | d            | [d]                        |
| ﺫ        | —                   | —                   | ﺬ                   | dh / z       | [ð]                        |
| ﺭ        | —                   | —                   | ﺮ                   | r            | [r]                        |
| ﺯ        | —                   | —                   | ﺰ                   | z            | [z]                        |
| ﺱ        | ﺳ                   | ﺴ                   | ﺲ                   | s            | [s]                        |
| ﺵ        | ﺷ                   | ﺸ                   | ﺶ                   | sh           | [ʃ]                        |
| ﺹ        | ﺻ                   | ﺼ                   | ﺺ                   | S / 9        | [sˁ]                       |
| ﺽ        | ﺿ                   | ﻀ                   | ﺾ                   | D / 9'       | [dˁ]                       |
| ﻁ        | ﻃ                   | ﻄ                   | ﻂ                   | T / 6        | [tˁ]                       |
| ﻅ        | ﻇ                   | ﻈ                   | ﻆ                   | Z / T' / 6'  | [ðˁ] / [zˁ]                |
| ﻉ        | ﻋ                   | ﻌ                   | ﻊ                   | 3            | [ʕ] / [ʔˁ]                 |
| ﻍ        | ﻏ                   | ﻐ                   | ﻎ                   | gh / 3'      | [ɣ] / [ʁ]                  |
| ﻑ        | ﻓ                   | ﻔ                   | ﻒ                   | f            | [f]                        |
| ﻕ        | ﻗ                   | ﻘ                   | ﻖ                   | q / 8        | [q]                        |
| ﻙ        | ﻛ                   | ﻜ                   | ﻚ                   | k            | [k]                        |
| ﻝ        | ﻟ                   | ﻠ                   | ﻞ                   | l            | [l], [lˁ] (endast i Allah) |
| ﻡ        | ﻣ                   | ﻤ                   | ﻢ                   | m            | [m]                        |
| ﻥ        | ﻧ                   | ﻨ                   | ﻦ                   | n            | [n]                        |
| ﻩ        | ﻫ                   | ﻬ                   | ﻪ                   | h            | [h]                        |
| ﻭ        | —                   | —                   | ﻮ                   | w            | [w] , [uː]                 |
| ﻱ        | ﻳ                   | ﻴ                   | ﻲ                   | i / y        | [j] , [iː]                 |

## Exempel
thahab ma3a alree7
standardarabiska: ذهب مع الريح
svenska: Borta med vinden
alsalam 3alikom wa ra7mato Allah wa barakatoh
standardarabiska: السلام عليكم ورحمة الله وبركاته
transkribering: Al-salam aleykum wa-raћmatu 'llah wa-barakatuh
engelska: "Peace be with you and God's Mercy upon you" (en vanlig hälsning i den muslimska världen)
ba9al aw 6ama6em / basal aw tamatem
standardarabiska: بصل أو طماطم
svenska: Lök eller tomat
bri6ania al3o'6ma / britanya el 3ozma
standardarabiska: بريطانيا العظمى
svenska: Storbritannien